# گله‌بان
گله‌بان یکی از روستاهای استان آذربایجان شرقی است که در دهستان ذوالبین بخش یامچی شهرستان مرند واقع شده‌است.
جمعیت این روستا بیش از ۴۰۰۰ نفر می‌باشد.
تاریخچه روستا به حدودا ۳۰۰ سال پیش  قدمت برمی گردد. شغل اصلی مردمان این دیار کشاورزی و دامپروری و جدیدا کامیون‌داری بوده و مشکل اصلی این روستا کم‌آبی مراتع و کمبود آب آشامیدنی است. دارای دومسجد بزرگ و یک حسینیه و چهار مدرسه و یک سالن ورزشی مجهز و زمین چمن مصنوعی می باشد.ورزش هایی نظیر فوتبال و فوتسال از علاقه‌مندی های جوانان این روستا است.از محصولات زبان‌زد کشاورزی این روستا میتوان به زردآلو و یونجه گلوان اشاره کرد.کوه دمیرلی، چشمه کهلیک بلاغی، سنگ علی داشی و رودخانه فصلی گوبی از اماکن دیدنی بشمار می روند. بگواهی تاریخدانان مرند نام گله‌بان فارسی شده گلوان میباشد که برگرفته از اصالتی از کوچنده بودن از وان ترکیه را دارد و اصالت مردم این دیار به ترکیه باز می گردد.